# Hans Berglund
Hans Gustaf Bo Berglund (* 24. Februar 1918 in Stockholm; † 17. September 2006 ebenda) war ein schwedischer Kanute.

## Erfolge
Hans Berglund wurde bei den Olympischen Spielen 1948 in London Olympiasieger im Zweier-Kajak. Auf der 1000-Meter-Strecke qualifizierten er und Lennart Klingström sich zunächst als Vierte ihres Vorlaufs für das Finale. Im Endlauf überquerten sie nach 4:07,3 Minuten und damit nur 0,2 Sekunden Vorsprung vor den zweitplatzierten Dänen Ejvind Hansen und Bernhard Jensen die Ziellinie, weitere 1,2 Sekunden dahinter folgten die drittplatzierten Finnen Ture Axelsson und Nils Björklöf.
1938 gewann Berglund bei den Weltmeisterschaften in Vaxholm im Zweier-Kajak auf der 1000-Meter-Distanz die Silbermedaille. Zehn Jahre darauf wurde er in London mit dem Vierer-Kajak über 1000 Meter Weltmeister.
Sein Sohn Bo Berglund war ebenfalls olympischer Kanute.